# Ezequiel Ataucusi
Ezequiel Ataucusi Gamonal (Pampamarca, Arequipa, 10 de abril de 1918 - Lima, 21 de junio del 2000) fue un líder religioso y político peruano. En vida, fue conocido como místico fundador de la Asociación Evangélica de la Misión Israelita del Nuevo Pacto Universal. Como político fue fundador y líder del Frente Popular Agrícola del Perú, partido político con el cual postuló tres veces a la presidencia del Perú.
Siendo de origen pobre y andino, Ataucusi se consideraba a sí mismo un mesías de la población amerindia en cuyos pensamientos creaba una síntesis entre cosmovisión cristiana teniendo especial énfasis en el Antiguo Testamento con la cosmovisión incaica, motivo por el cual sus seguidores le llegaron por ello a considerar el Inkarri y el nuevo Cristo en los Andes para la reconstrucción del Tahuantinsuyo. Tomó relevancia por sus predicas en tiempos de la época del terrorismo entre 1980 y 2000, en donde antropólogos como Fernando Fuenzalida y Juan Ossio lo consideran un factor clave por haber creado una doctrina mesiánica de tendencia pacífica que se contraponía al fanatismo maoísta del grupo subversivo Sendero Luminoso, según Ossio sin la existencia de la mencionada doctrina la población no hubiera podido canalizar su frustración por vías no violentas durante la época de crisis.

## Biografía
Nació el 10 de abril de 1918 en una familia de etnia quechua del pueblo de Huarhua, en el distrito de Pampamarca, en la provincia de La Unión, al noreste del departamento de Arequipa. Sirvió al Ejército del Perú llegando al grado de sargento primero. En su juventud trabajó en diversos oficios como zapatero, carpintero, minero y constructor de ferrocarril.

### Como místico y religioso
Textos escritos por Ataucusi expresan que a los doce años siempre lo siguió la imagen de una estrella, a los catorce años se le apareció un anciano que le reveló los secretos de los santos y a los dieciocho años un pez gigante lo salvó de morir ahogado en un río, a pesar de eso Ataucusi recién se comprometió con la religión cuando conoció la Biblia.
Ataucusi también escribió que una voz en su interior le afirmaba que él fue quien escribió el libro de Ezequiel, una ocasión en particular la mencionada voz le dio el siguiente mensaje:

Tu cuerpo es de este tiempo, pero tu espíritu es muy antiguo.

En esa misma experiencia viajó al tercer cielo donde conoció a la Santísima Trinidad, que le ordenaron que predicará los diez mandamientos por el mundo. Aun así, Ataucusi no hizo caso a las presuntas órdenes, y recién se introdujo en la religión con la Iglesia Adventista en 1955, pero en 1956 abandona el adventismo y durante su estadía en las selvas de Chanchamayo, dejó crecer su barba y comenzó a usar túnica y posteriormente comenzó a predicar, ganó seguidores provenientes de los sectores más pobres y ese mismo año fundó la Asociación Evangélica de la Misión Israelita del Nuevo Pacto Universal con su centro de operaciones en el distrito de Cieneguilla en Lima.

### Vida política
En 1989 fundó el Frente Popular Agrícola del Perú, llegando a participar en las generales de 1990, donde obtuvo 73 000 votos, las generales de 1995 donde obtuvo 56 000 votos y las generales de 2000 donde obtuvo 80 000 votos, ninguna fue la cantidad suficiente para pasar a la segunda vuelta.

### Fallecimiento
Murió en Lima, el 21 de junio de 2000, por insuficiencia renal, Ataucusi dijo que reviviría al tercer día de su muerte, cosa que no llegó a pasar. Su cuerpo fue puesto en la llamada Casa Real de Cieneguilla que desde su muerte funciona también como museo.

## Doctrina
Ezequiel Ataucusi es considerado un «profeta» por los seguidores de su congregación. Para Juan Ossio Acuña es un ejemplo del mesianismo peruano sincretizado entre lo andino y lo abrahámico, que existió paralelamente a otra figura relevante mesiánica en el mundo indígena entre 1980 y 1990, el filósofo también arequipeño Abimael Guzmán, fundador del grupo terrorista de extrema izquierda Partido Comunista del Perú - Sendero Luminoso. Según Ossio, la doctrina Ataucusi fue una alternativa pacífica para los amerindios y clases pobres que no querían participar en el sanguinario conflicto iniciado por Guzmán.
Ossio también lo describe como «una especie arquetipo de todos los seguidores de la congregación de Israel: Un hombre andino, criado en una comunidad quechuahablante, con experiencia migratoria». El político y etnocacerista Antauro Humala dedicó en su libro De la guerra etnosanta a la iglesia Tawantinsuyana: la reivindicación de los «demonios» y el color insurgente de la fe unas páginas a Ezequiel Ataucusi, en donde se refiere a él como «reservista y agricultor», teniendo especial énfasis en la particularidad de sincretismo religioso de su organización:

Encarna la impugnación cholo/clerical más institucionalizada en el Perú [en referencia a la AEMINPU] contra cinco siglos de apartheid eclesiástico, judeocristiano, occidental y blanco (…) la idiosincrasia y moral andinas calzan mejor con la severidad del Jehová judaico que con el prostituido mensaje cristiano (Nuevo Testamento) del hipocritón clero afincado quincuacentenariamente en los exterritorios tawantinsuyanos.

Humala también destaca que Ataucusi haya heredado a su movimiento el objetivo de «la autarquía agro-alimentaria lograda hace quinientos años por la agrarista teocracia inkaica».